# Claire Voisin
Claire Voisin (Saint-Leu-la-Forêt, 4 marzo 1962) è una matematica francese nota per il suo lavoro in geometria algebrica.
È membro dell'Accademia francese delle scienze e detiene la cattedra di geometria algebrica al Collège de France.

## Biografia
È nota per il suo lavoro sulla geometria algebrica, in particolare sulle variazioni delle strutture di Hodge e sulla simmetria speculare. Nel 2002 ha dimostrato che la generalizzazione della congettura di Hodge per le varietà di Kähler compatte è falsa. La congettura di Hodge è uno dei sette problemi per il millennio dell'Istituto matematico Clay selezionati nel 2000, ciascuno con un premio di un milione di dollari.
Voisin ha vinto l'European Mathematical Society Prize nel 1992 e il Servant Prize assegnato dall'Accademia delle scienze nel 1996. Ha ricevuto il premio Sophie Germain nel 2003 e il Clay Research Award nel 2008 per la sua smentita della congettura di Kodaira sulle deformazioni delle varietà di Kähler compatte. Nel 2007 le è stato conferito il Ruth Lyttle Satter Prize in Mathematics per aver risolto il caso generico della congettura di Green sulle sizigie dell'incorporamento canonico di una curva algebrica.
È stata relatrice su invito al Congresso internazionale dei matematici del 1994 a Zurigo nella sezione "Geometria algebrica" ed è stata anche invitata come relatrice plenaria al Congresso internazionale dei matematici del 2010 a Hyderabad. Nel 2014 è stata eletta membro dell'Academia Europaea. Ha fatto parte della giuria di scienze matematiche del Premio Infosys dal 2017 al 2019.
Nel maggio 2016 è stata eletta associata straniera della National Academy of Sciences ed è diventata la prima donna matematica a far parte del Collège de France. Ha ricevuto la medaglia d'oro del Centro nazionale francese per la ricerca scientifica (CNRS) nel settembre 2016, il più alto riconoscimento per la ricerca scientifica in Francia. Nel 2017 ha ricevuto il Premio Shaw per le scienze matematiche insieme a János Kollár.
È sposata con il matematico Jean-Michel Coron. La coppia ha cinque figli.

## Pubblicazioni selezionate
- Hodge Theory and complex algebraic geometry. 2 vols., Cambridge University Press (Cambridge Studies in Advanced Mathematics), 2002, 2003, vol. 1, ISBN 0-521-71801-5.[13]
- Mirror Symmetry. AMS 1999, ISBN 0-8218-1947-X.
- Variations of Hodge Structure on Calabi Yau Threefolds. Edizioni Scuola Normale Superiore, 2007.
- con Mark Green, J. Murre (eds.) Algebraic Cycles and Hodge Theory, Lecture Notes in Mathematics 1594, Springer Verlag 1994 (CIME Lectures), contenente l'articolo di Voisin Transcendental methods in the study of algebraic cycles